# Научно-исследовательский институт социального развития ООН
Научно-исследовательский институт социального развития Организации Объединённых Наций (ЮНРИСД) является «автономным научно-исследовательским институтом в рамках Организации Объединенных Наций, который проводит многодисциплинарные исследования и политический анализ социальных аспектов современных проблем развития». ЮНРИСД был учрежден в 1963 году с мандатом на проведение связанных с политикой исследований в области социального развития, имеющих отношение к работе Секретариата ООН, региональных комиссий и специализированных учреждений, а также национальных учреждений.
Небольшая группа исследователей координирует исследовательские программы ЮНРИСД, которые ориентированы главным образом на развивающиеся страны, работая в сотрудничестве с национальными исследовательскими группами из местных университетов и научно-исследовательских институтов. В работе института используется целостный, мультидисциплинарный и политэкономический подход. Расположение ЮНРИСД в отделении Организации Объединенных Наций в Женеве обеспечивает исследователям доступ к каналам политического влияния посредством активного участия в мероприятиях, совещаниях, конференциях и рабочих группах.

## История
ЮНРИСД был создан в 1963 году «для проведения исследований проблем и политики социального развития, а также взаимосвязи между различными видами социального развития и экономического развития». Он был первоначально создан с помощью гранта от правительства Нидерландов, и его первым председателем правления был выдающийся экономист Ян Тинберген, который получил первую в истории Нобелевскую премию по экономике в 1969 году.
Первоначальные исследования ЮНРИСД были сосредоточены на разработке показателей для измерения развития не только с точки зрения экономического роста, но и социальных факторов, таких как питание, здравоохранение и образование. Таким образом, в первые годы своего существования в нем работало много статистов. Еще один ранний проект был посвящен кооперативам как инструменту развития, что привело к некоторым противоречивым результатам.
В 1970-е годы глобальный рост населения превратил производство продовольствия, его снабжение и, в конечном счете, продовольственные системы в одну из ключевых тем развития. Работа ЮНРИСД над так называемой «зеленой революцией» (внедрением новых высокоурожайных семян зерновых для увеличения производства продовольствия) носила типично критический характер. Она подчеркнула тот факт, что количество имеющегося продовольствия является лишь одним из факторов обеспечения того, чтобы население развивающихся стран не страдало от голода. Неравенство сил, влияющее на распределение продуктов питания, играет ключевую роль в определении того, кто получает достаточно пищи, а кто нет.
К 1980-м годам ЮНРИСД увеличивался в размерах как в плане финансирования, так и в плане укомплектования штатов. Его сфера деятельности разнообразилась, охватывая вопросы участия населения и беженцев, постепенно оставляя некоторые из его ранних забот о статистике позади.
В 1990-е годы ЮНРИСД процветал. Был рассмотрен широкий круг вопросов, начиная от политического насилия и заканчивая социально-экономическими последствиями незаконных наркотиков. Глобализация в современную эпоху и программы структурной перестройки в развивающихся странах привели к социальным кризисам, которые ЮНРИСД исследовал и критиковал, утверждая, что нерегулируемые рынки требуют здорового государственного сектора и стабильного управления для надлежащего функционирования.
Экологические вопросы прочно укоренились в дискуссиях по вопросам развития в течение этого десятилетия. Позиция ЮНРИСД, как правило, имеет решающее значение: какими бы ни были выгоды от сохранения природы, это зачастую происходит в ущерб социальной справедливости и средствам к существованию меньшинств.
В 2000-е годы, когда глобализация продолжалась быстрыми темпами и социальные аспекты стали вновь вводиться в действие в условиях порой катастрофических последствий широкомасштабной экономической либерализации, ЮНРИСД подверг критике узкую направленность социальной политики на создание систем социальной защиты и ориентацию на уязвимые группы, выступив вместо этого в пользу универсальной преобразующей социальной политики.
В 2010-х годах принятие государствами-членами ООН повестки дня в Целях устойчивого развития на период до 2030 года создало новую глобальную дорожную карту развития. ЮНРИСД продолжал заниматься вопросами социальной политики, зачастую в увязке с вопросами, касающимися повестки дня на период до 2030 года. Она также рассмотрела новый вопрос о социальной экономике и экономике солидарности и ее вкладе в устойчивое развитие. Объем работы по гендерным вопросам с 2016 года снизился из-за отсутствия внутреннего гендерного потенциала после реструктуризации персонала. Экологические вопросы вновь становятся одной из ключевых областей работы, особенно в том, что касается социальной политики и климатической справедливости.

## Темы и проекты ЮНРИСД
Нынешняя исследовательская повестка дня формируется тремя основными проблемами современного развития: неравенством, конфликтами и неустойчивой практикой. Она состоит из трех программ:
- Социальная политика и развитие;

- Гендерная проблематика и развитие;

- Социальные аспекты устойчивого развития.

В рамках этих программ осуществляется целый ряд проектов, в том числе следующие, некоторые из которых завершены недавно, другие все еще осуществляются:
- Понимание изменений в гендерно-эгалитарной политике: когда и почему государства реагируют на заявления женщин? (2010—2014 гг.);

- Политика мобилизации внутренних ресурсов на цели социального развития (2011—2018 гг.);

- Потенциал и пределы социально-солидарной экономики (2012—2013 гг.);
- Новые направления социальной политики: альтернативы от и для глобального Юга (2013—2018 гг.);
- Инновации в политике здравоохранения (2015—2016 гг.);
- Valueworks: эффекты финансиализации по цепочке создания стоимости меди (2017—2018 гг.);
- Социальная и солидарная экономика для ЦУР: в центре внимания социальная экономика в Сеуле (2017—2018 гг.);
- Центр знаний SSE для ЦУР (2018—2019 гг.);
- Преодоление неравенства в раздробленном мире: между властью элиты и социальной мобилизацией (2018—2020 гг.);
- Показатели эффективности устойчивого развития (2018—2022 гг.);
- Трансформационная адаптация к изменению климата в прибрежных городах (2019 г.);
- Центр миграции, неравенства и развития Юг-Юг (2019—2023 гг.).

ЮНРИСД недавно ввел новый способ поиска проектов в форме «инкубатора идей», в рамках которого он активно ищет партнеров для расширения своего исследовательского портфеля.

## Печатная продукция
ЮНРИСД делает свои исследования широко доступными через книги (в партнерстве с такими издателями, как Routledge, Palgrave Macmillan и Wiley Blackwell), исследовательские работы и случайные статьи (которые рецензируются) и рабочие документы (которые не рецензируются). Исследователи ЮНРИСД также регулярно публикуют статьи в научных журналах. Эти публикации, как правило, представляют интерес для академической аудитории.
Другие публикации ориентированы на аудиторию лиц, определяющих политику, разрабатывающих программы и принимающих решения. Они принимают форму сводок, будь то сводки по исследованиям и политике или сводки, касающиеся конкретного проекта, проблемы или события.
ЮНРИСД поддерживает онлайновый репозиторий открытого доступа с более чем 1300 публикациями в виде раздела публикаций на своем веб-сайте. Большинство статей, опубликованных после 1990 года, можно скачать бесплатно. Другие книги могут быть получены от издателя.
Некоторые из этих публикаций получили международное признание, успех и были включены в основные глобальные дискуссии. ЮНРИСД регулярно публикует основные доклады, в которых обобщается значительный объем последних исследований.

### Ключевые публикации: флагманские доклады
- ЮНРИСД. 2016. Политические инновации для трансформационных изменений: реализация повестки дня в области устойчивого развития на период до 2030 года. ЮНРИСД, Женева.

- ЮНРИСД. 2010. Борьба с нищетой и неравенством: структурные изменения, социальная политика и политика. ЮНРИСД, Женева.

- ЮНРИСД. 2005 год. Гендерное равенство: стремление к справедливости в неравном мире. ЮНРИСД. Женева.
- ЮНРИСД. 2000. Видимые руки: принятие ответственности за социальное развитие. ЮНРИСД, Женева.
- ЮНРИСД. 1995 год. Государства в растерянности: социальные последствия глобализации. ЮНРИСД, Женева.

## События ЮНРИСД
ЮНРИСД часто проводит конференции и семинары в целях совершенствования и развития своих исследований и распространения своих выводов. Его мероприятия часто тесно связаны с его воздействием на политику, являясь форумами, на которых разработчики политики и практики в области развития могут вступать в контакт с учеными, занимающимися вопросами социального развития.

### Последние крупные конференции ЮНРИСД
В ноябре 2018 года ЮНРИСД провел в Женеве крупную международную конференцию, на которой были созваны инновационные исследования Глобального Юга и Севера. Конференция называлась «Преодоление неравенства в раздробленном мире: между властью элиты и социальной мобилизацией». С основными докладами выступили Франсуа Бургиньон и Вандана Шива. Конференции предшествовал круглый стол по вопросу о том, являются ли элиты двигателем неравенства, в котором приняли участие Наила Кабир (Лондонская школа экономики), Саския Сассен (Колумбийский университет) и Джомо Кваме Сундарам (Совет видных деятелей, Малайзия).
В рамках празднования своего 50-летия ЮНРИСД совместно с МОТ (Международной организацией труда) в 2013 году организовал конференцию на тему «Потенциал и пределы социальной экономики и экономики солидарности». На конференции выступили такие известные спикеры, как Гай Райдер, Хосе Луис Кораджио, Пол Сингер и Сара Кук. Более 40 ученых представили результаты исследований около 400 участникам. Было проведено несколько параллельных мероприятий, включая постерную сессию докторантуры, презентации книг, форум практиков, кинопоказы и специальную сессию по альтернативным финансам и дополнительным валютам, организованную Службой свзязи ООН с негосударственными организациями.
В 2011 году ЮНРИСД организовал в Женеве конференцию по проблеме изменения климата как вопросу социального развития под названием «Зеленая экономика и устойчивое развитие: возвращение социального измерения». Конференция создала форум для разработки концептуальных и политических рамок, позволяющих поставить социальные аспекты в центр зеленой экономики и устойчивого развития. Доклады о политике и другие публикации, подготовленные для этой конференции, послужили основой для подготовительного процесса Конференции ООН по устойчивому развитию (Рио+20) и последующих обсуждений политики.

## Информационно-пропагандистская деятельность и коммуникация
В последние годы информационно-пропагандистская и коммуникационная стратегия ЮНРИСД была сосредоточена на четырех основных целях:
- Повысить узнаваемость ЮНРИСД как учреждения;

- Содействовать использованию результатов своих исследований;

- Перевести результаты исследований в сильные сообщения, которые могут быть доведены до широкого круга аудиторий;
- Документирование и информирование о результатах работы ЮНРИСД.

Сообщение результатов исследований оказалось ключевым компонентом в укреплении конечной цели и результативности деятельности ЮНРИСД, а также в расширении признания и использования исследований ЮНРИСД системой ООН, научными кругами, гражданским обществом и финансирующими органами.
ЮНРИСД в настоящее время активен в LinkedIn, Facebook и Twitter; на последнем из них он недавно достиг 31 000 подписчиков. ЮНРИСД также выпускает мультимедийные материалы для проведения семинаров и конференций с помощью онлайновых видеофильмов и подкастов.

## Политическое влияние и последствия
Положение ЮНРИСД в системе ООН позволяет ему в значительной степени влиять на политику, в то время как его структура управления и ситуация с финансированием предоставляют ему больше возможностей для независимости, чем другим структурам ООН. Его сотрудники работают в общесистемных комитетах, целевых группах и группах экспертов и проводят совместные исследования с другими учреждениями ООН.
Независимые международные мероприятия, конференции, семинары и симпозиумы ЮНРИСД проводятся для обсуждения и представления результатов исследований и обсуждений в отдельных областях деятельности. В этих мероприятиях часто принимают участие местные и международные НПО, представители правительств, средств массовой информации, университетов и других научно-исследовательских институтов, а также отдельные исследователи и ученые. Мероприятия ЮНРИСД были также совместно организованы и организованы совместно с сотрудничающими университетами, НПО и местными органами власти. Это широкое сотрудничество с заинтересованными сторонами в области социального развития является одним из ключевых каналов политического влияния и воздействия института.
В 2014 году ЮНРИСД опубликовал брошюру, в которой подробно описываются результаты его работы с точки зрения потенциала в области разработки повестки дня, его многочисленных сфер влияния, а также создания сетей и потенциала.

## Кадровая структура ЮНРИСД
ЮНРИСД имеет небольшой основной штат сотрудников, расположенный в Женеве, Швейцария, который координирует работу международной сети сотрудничающих исследователей. Сотрудничество с ЮНРИСД может принимать одну из нескольких форм. Оригинальные исследования могут быть непосредственно заказаны для централизованно координируемого исследовательского проекта. В качестве альтернативы исследователи могут откликнуться на призыв о подготовке докладов и представить уже проводимые исследования для публикации в рамках проекта ЮНРИСД. Организация также публикует на своем веб-сайте аналитические материалы сотрудничающих ученых.
Сеть ЮНРИСД, в которой в настоящее время активно сотрудничают исследователи, насчитывает более 400 человек, причем значительная часть из них — выходцы из стран глобального Юга.

## Управление
ЮНРИСД находится под наблюдением совета, возглавляемого председателем, который назначается Генеральным секретарем ООН. Члены совета избираются на основе их опыта и квалификации, а членство в Совете утверждается Экономическим и Социальным Советом ООН (ЭКОСОС). Члены совета участвуют в их личном качестве и не представляют государства-члены ООН. Совет отчитывается перед комиссией социального развития раз в два года.

## Финансирование
ЮНРИСД полностью полагается на добровольное финансирование со стороны правительств, учреждений по вопросам развития и фондов, не получая никакого финансирования из бюджета Организации Объединенных Наций. Это положение, хотя и колеблется, в то же время гарантирует независимый статус института и дает ему определенную критическую широту.